# میه‌چیسواف کراویچ
میه‌چیسواف کراویچ (لهستانی: Mieczysław Krawicz؛ ‏ تلفظ لهستانی: [mʲɛtʂɨˈswaf]؛ ‏ ۱۸۹۳–۱۹۴۴) کارگردان فیلم اهل لهستان بود.
از فیلم‌ها یا مجموعه‌های تلویزیونی که وی در آن‌ها نقش داشته‌است، می‌توان به همه مجاز به عشق ورزیدن هستند، یک همسر سیاستمدار، شاهزاده وُویتسکا و روبرت و برترام اشاره نمود.